# Mérleg (számvitel)
A számviteli mérleg olyan kimutatás, amely egy adott időpontra vonatkozóan bemutatja a vállalkozás vagyonának összetételét (eszközök), valamint ezeknek a vagyonelemeknek a finanszírozási forrását (források). A vonatkozási időpont neve: a mérleg fordulónapja.
A mérleg formája lehet:
- kétoldalas (bal oldalon az eszközök, jobb oldalon a források)
- lépcsős (az eszközök és források lejárat szerint vannak csoportosítva).

A számvitelre vonatkozó jogszabályok szerint az üzleti év végén kötelező a mérlegkészítés. A tőzsdén jegyzett vállalatok negyedévente kötelesek a beszámolásra.
A mérleg sémája 2016 január 1-től változott, az új sorok külön, dőlt betűvel jelölve. A 2015-ös évről még a régi séma szerint kell a beszámolót elkészíteni.
A Számviteli törvény kétféle – „A”, illetve „B” változatú – mérleg készítésére ad lehetőséget. Előírt tagolásuk (lépcsős formában):
| „A” változat | „B” változat |
| --- | --- |
| 1. Befektetett eszközök 1. Immateriális javak 1. Alapítás-átszervezés aktivált értéke 2. Kísérleti fejlesztés aktivált értéke 3. Vagyoni értékű jogok 4. Szellemi termékek 5. Üzleti vagy cégérték 6. Immateriális javakra adott előlegek 7. Immateriális javak értékhelyesbítése 2. Tárgyi eszközök 1. Ingatlanok és a kapcsolódó vagyoni értékű jogok 2. Műszaki berendezések, gépek, járművek 3. Egyéb berendezések, felszerelések, járművek 4. Tenyészállatok 5. Beruházások, felújítások 6. Beruházásokra adott előlegek 7. Tárgyi eszközök értékhelyesbítése 3. Befektetett pénzügyi eszközök 1. Tartós részesedés kapcsolt vállalkozásban 2. Tartósan adott kölcsön kapcsolt vállalkozásban 3. Tartós jelentős tulajdoni részesedés 4. Tartósan adott kölcsön jelentős tulajdoni részesedési viszonyban álló vállalkozással 5. Egyéb tartós részesedés 6. Tartósan adott kölcsön egyéb részesedési viszonyban álló vállalkozásban 7. Egyéb tartósan adott kölcsön 8. Tartós hitelviszonyt megtestesítő értékpapír 9. Befektetett pénzügyi eszközök értékhelyesbítése 10. Befektetett pénzügyi eszközök értékelési különbözete 2. Forgóeszközök 1. Készletek 1. Anyagok 2. Befejezetlen termelés és félkész termékek 3. Növendék-, hízó- és egyéb állatok 4. Késztermékek 5. Áruk 6. Készletekre adott előlegek 2. Követelések 1. Követelések áruszállításból és szolgáltatásból (vevők) 2. Követelések kapcsolt vállalkozással szemben 3. Követelések jelentős tulajdoni részesedési viszonyban lévő vállalkozással szemben 4. Követelések egyéb részesedési viszonyban lévő vállalkozással szemben 5. Váltókövetelések 6. Egyéb követelések 7. Követelések értékelési különbözete 8. Származékos ügyletek pozitív értékelési különbözete 3. Értékpapírok 1. Részesedés kapcsolt vállalkozásban 2. Jelentős tulajdoni részesedés 3. Egyéb részesedés 4. Saját részvények, saját üzletrészek 5. Forgatási célú hitelviszonyt megtestesítő értékpapírok 6. Értékpapírok értékelési különbözete 4. Pénzeszközök 1. Pénztár, csekkek 2. Bankbetétek 3. Aktív időbeli elhatárolások 1. Bevételek aktív időbeli elhatárolása 2. Költségek, ráfordítások aktív időbeli elhatárolása 3. Halasztott ráfordítások 4. Saját tőke 1. Jegyzett tőke Ebből: visszavásárolt tulajdoni részesedés névértéken 2. Jegyzett, de még be nem fizetett tőke (−) 3. Tőketartalék 4. Eredménytartalék 5. Lekötött tartalék 6. Értékelési tartalék 1. Értékhelyesbítés értékelési tartaléka 2. Valós értékelés értékelési tartaléka 7. Adózott eredmény (Mérleg szerinti eredmény 2015-ig) 5. Céltartalékok 1. Céltartalék várható kötelezettségekre 2. Céltartalék jövőbeni költségekre 3. Egyéb céltartalék 6. Kötelezettségek 1. Hátrasorolt kötelezettségek 1. Hátrasorolt kötelezettségek kapcsolt vállalkozással szemben 2. Hátrasorolt kötelezettségek jelentős tulajdoni viszonyban lévő vállalkozással szemben 3. Hátrasorolt kötelezettségek egyéb részesedési viszonyban lévő vállalkozással szemben 4. Hátrasorolt kötelezettségek egyéb gazdálkodóval szemben 2. Hosszú lejáratú kötelezettségek 1. Hosszú lejáratra kapott kölcsönök 2. Átváltoztatható kötvények 3. Tartozások kötvénykibocsátásból 4. Beruházási és fejlesztési hitelek 5. Egyéb hosszú lejáratú hitelek 6. Tartós kötelezettségek kapcsolt vállalkozással szemben 7. Tartós kötelezettségek jelentős tulajdoni viszonyban lévő vállalkozással szemben 8. Tartós kötelezettségek egyéb részesedési viszonyban lévő vállalkozással szemben 9. Egyéb hosszú lejáratú kötelezettségek 3. Rövid lejáratú kötelezettségek 1. Rövid lejáratú kölcsönök Ebből: az átváltoztatható kötvények 2. Rövid lejáratú hitelek 3. Vevőktől kapott előlegek 4. Kötelezettségek áruszállításból és szolgáltatásból (szállítók) 5. Váltótartozások 6. Rövid lejáratú kötelezettségek kapcsolt vállalkozással szemben 7. Rövid lejáratú kötelezettségek jelentős tulajdoni viszonyban lévő vállalkozással szemben 8. Rövid lejáratú kötelezettségek egyéb részesedési viszonyban lévő vállalkozással szemben 9. Egyéb rövid lejáratú kötelezettségek 10. Kötelezettségek értékelési különbözete 11. Származékos ügyletek negatív értékelési különbözete 7. Passzív időbeli elhatárolások 1. Bevételek passzív időbeli elhatárolása 2. Költségek, ráfordítások passzív időbeli elhatárolása 3. Halasztott bevételek | 1. Befektetett eszközök 1. Immateriális javak 1. Alapítás-átszervezés aktivált értéke 2. Kísérleti fejlesztés aktivált értéke 3. Vagyoni értékű jogok 4. Szellemi termékek 5. Üzleti vagy cégérték 6. Immateriális javakra adott előlegek 7. Immateriális javak értékhelyesbítése 2. Tárgyi eszközök 1. Ingatlanok és a kapcsolódó vagyoni értékű jogok 2. Műszaki berendezések, gépek, járművek 3. Egyéb berendezések, felszerelések, járművek 4. Tenyészállatok 5. Beruházások, felújítások 6. Beruházásokra adott előlegek 7. Tárgyi eszközök értékhelyesbítése 3. Befektetett pénzügyi eszközök 1. Tartós részesedés kapcsolt vállalkozásban 2. Tartósan adott kölcsön kapcsolt vállalkozásban 3. Tartós jelentős tulajdoni részesedés 4. Tartósan adott kölcsön jelentős tulajdoni részesedési viszonyban álló vállalkozással 5. Egyéb tartós részesedés 6. Tartósan adott kölcsön egyéb részesedési viszonyban álló vállalkozásban 7. Egyéb tartósan adott kölcsön 8. Tartós hitelviszonyt megtestesítő értékpapír 9. Befektetett pénzügyi eszközök értékhelyesbítése 10. Befektetett pénzügyi eszközök értékelési különbözete 2. Forgóeszközök 1. Készletek 1. Anyagok 2. Befejezetlen termelés és félkész termékek 3. Növendék-, hízó- és egyéb állatok 4. Késztermékek 5. Áruk 6. Készletekre adott előlegek 2. Követelések 1. Követelések áruszállításból és szolgáltatásból (vevők) 2. Követelések kapcsolt vállalkozással szemben 3. Követelések jelentős tulajdoni részesedési viszonyban lévő vállalkozással szemben 4. Követelések egyéb részesedési viszonyban lévő vállalkozással szemben 5. Váltókövetelések 6. Egyéb követelések 7. Követelések értékelési különbözete 8. Származékos ügyletek pozitív értékelési különbözete 3. Értékpapírok 1. Részesedés kapcsolt vállalkozásban 2. Jelentős tulajdoni részesedés 3. Egyéb részesedés 4. Saját részvények, saját üzletrészek 5. Forgatási célú hitelviszonyt megtestesítő értékpapírok 6. Értékpapírok értékelési különbözete 4. Pénzeszközök 1. Pénztár, csekkek 2. Bankbetétek 3. Aktív időbeli elhatárolások 1. Bevételek aktív időbeli elhatárolása 2. Költségek, ráfordítások aktív időbeli elhatárolása 3. Halasztott ráfordítások 4. Egy éven belül esedékes kötelezettségek 1. Rövid lejáratú kölcsönök Ebből: az átváltoztatható kötvények 2. Rövid lejáratú hitelek 3. Vevőktől kapott előlegek 4. Kötelezettségek áruszállításból és szolgáltatásból (szállítók) 5. Váltótartozások 6. Rövid lejáratú kötelezettségek kapcsolt vállalkozással szemben 7. Rövid lejáratú kötelezettségek jelentős tulajdoni viszonyban lévő vállalkozással szemben 8. Rövid lejáratú kötelezettségek egyéb részesedési viszonyban lévő vállalkozással szemben 9. Egyéb rövid lejáratú kötelezettségek 10. Kötelezettségek értékelési különbözete 11. Származékos ügyletek negatív értékelési különbözete 5. Passzív időbeli elhatárolások 1. Bevételek passzív időbeli elhatárolása 2. Költségek, ráfordítások passzív időbeli elhatárolása 3. Halasztott bevételek 6. Forgóeszközök − rövid lejáratú kötelezettségek különbözete (B + C − D − E) 7. Az eszközök összértéke az egy éven belül esedékes kötelezettségek levonása után (A ± F) 8. Egy évnél hosszabb lejáratú kötelezettségek 1. Hosszú lejáratú kötelezettségek 1. Hosszú lejáratra kapott kölcsönök 2. Átváltoztatható kötvények 3. Tartozások kötvénykibocsátásból 4. Beruházási és fejlesztési hitelek 5. Egyéb hosszú lejáratú hitelek 6. Tartós kötelezettségek kapcsolt vállalkozással szemben 7. Tartós kötelezettségek jelentős tulajdoni viszonyban lévő vállalkozással szemben 8. Tartós kötelezettségek egyéb részesedési viszonyban lévő vállalkozással szemben 9. Egyéb hosszú lejáratú kötelezettségek 2. Hátrasorolt kötelezettségek 1. Hátrasorolt kötelezettségek kapcsolt vállalkozással szemben 2. Hátrasorolt kötelezettségek jelentős tulajdoni viszonyban lévő vállalkozással szemben 3. Hátrasorolt kötelezettségek egyéb részesedési viszonyban lévő vállalkozással szemben 4. Hátrasorolt kötelezettségek egyéb gazdálkodóval szemben 9. Céltartalékok 1. Céltartalék várható kötelezettségekre 2. Céltartalék jövőbeni költségekre 3. Egyéb céltartalék 10. Saját tőke 1. Jegyzett tőke Ebből: visszavásárolt tulajdoni részesedés névértéken 2. Jegyzett, de még be nem fizetett tőke (−) 3. Tőketartalék 4. Eredménytartalék 5. Lekötött tartalék 6. Értékelési tartalék 1. Értékhelyesbítés értékelési tartaléka 2. Valós értékelés értékelési tartaléka 7. Adózott eredmény (Mérleg szerinti eredmény 2015-ig) |

Lásd még:Mérleg alatti tételek